# Gegantó Paco Candel
El gegantó Paco Candel, vinculat a la colla de la Marina de Sants, representa el popular escriptor que li dona nom, que va passar gran part de la vida al barri i s'hi va dedicar de ple. La peça mostra un senyor gran i intel·lectual, vestit de manera senzilla i que té a les mans un llibre que porta el seu nom.
La idea de construir el gegantó fou de la colla de Geganters i Grallers de la Marina, que va voler fer una figura més petita i lleugera que poguessin portar els més joves de la colla i que acompanyés els gegants grans. Alhora, també volgueren retre un homenatge a l'escriptor valencià establert al barri, tant per les obres que ens ha deixat com per la feina que va fer per millorar les condicions de vida dels habitants de la Marina de Sants.
El gegantó va veure la llum el 2007, fruit de la tasca de Pere Estadella. De seguida li feren un ball propi amb «La dansa antiga», cançó popular anònima representada pels grallers i tabalers de la mateixa colla. Es pot veure en trobades i balls de gegants per tota la ciutat.
En Paco Candel surt normalment acompanyat de les altres figures de la comparsa de la Marina, i totes són amfitriones de la festa major del barri, per la Mare de Déu de Port, el 8 de setembre.